# ديبورا دوارتي
ديبورا دوارتي (بالبرتغالية: Débora Duarte‏) هي ممثلة برازيلية، ولدت في 2 يناير 1950 في ساو باولو في البرازيل.

## وصلات خارجية
- ديبورا دوارتي على موقع IMDb (الإنجليزية)
- ديبورا دوارتي على موقع قاعدة بيانات الفيلم (الإنجليزية)